# خشت اول
خشت اول یک مجموعه تلویزیونی محصول سال ۱۳۷۷ به کارگردانی حسین احمدی است.

## بازیگران
- امیر حسینی
- پروین‌دخت یزدانیان
- پری کربلائی
- رضا مرادیان
- سعیده اسماعیلی
- عذرا ابدالی
- فاضل اجبوری
- قدرت‌الله ایزدی
- محمدرضا کسرائی
- مرتضی حسینی
- مرتضی کیوانداریان
- نسیم ابدالی